# وین کرکلو
وین کرکلو (انگلیسی: Wayne Kreklow؛ زادهٔ ۴ ژانویهٔ ۱۹۵۷) مربی والیبال و بازیکن سابق بسکتبال اهل آمریکا است.
او در حال حاضر مربی گری تیم والیبال زنان دانشگاه میسوری را بر عهده دارد.